# Skæbne
Skæbnen er en betegnelse for et menneskes vilkår, bestemmelse eller tilskikkelse i livet. Der findes forskellige perspektiver på, hvad skæbne nærmere bestemt er.

## Forskellige betydninger
Skæbne kommer fra det oldnordiske ord skepna, som betyder, “det, som er skabt”. I nogle sammenhænge bruges begrebet skæbne som betegnelse for, at ydre faktorer påvirker eller styrer ens liv, og i andre sammenhænge betegner skæbnen snarere livsforhold, man selv kan påvirke. I den første betydning er man “underlagt skæbnen”, og i den anden betydning kan man påvirke sin skæbne. På engelsk skelner man tilsvarende mellem fate og destiny
I den første betydning knyttes begrebet skæbne i de mest vidtgående tilfælde til skæbnetro, som er en tro på, at hvad der skal ske med os mennesker i fremtiden, er forudbestemt. En sådan skæbnetro kaldes fatalisme og er en modsætning til troen på en frie vilje. Ifølge forskning et det en moderne misforståelse, at fatalisme var en del af religionernes grundlag.
I den anden betydning af begrebet handler skæbne hverken ikke om, at livet er forudbestemt eller styret af højere magter. Her bruges begrebet snarere som en betegnelse for at handle selvstændigt, træffe valg eller ændre kursen på sit liv trods omstændighederne.
Ordet skæbne kan også anvendes i en tredje betydning af livsvilkår. Her handler skæbne heller ikke om, at livet er forudbestemt, og man kan for eksempel sige, at et menneske har haft en lykkelig eller tragisk skæbne. Denne forståelse kommer blandt andet til udtryk i frihedskæmperen Morten Nielsens digt Skæbne fra 1945. Dette skæbnedigt handler om drengen Tykke, som blev drillet i skolen og tog hævn ved at blive nazist.

## Forskellige opfattelser

### Folketro
Gennem historien har skæbnetro overvejende været en del af folketroen blandt visse almindelige mennesker. Nogle jævne folk har haft en tro på, at gud havde en plan for dem, eller at deres liv var forudbestemt. Denne opfattelse har dog især været en del af folketroen , mens skæbnetro generelt ikke har været udbredt blandt de religiøse eliter. I Danmark har skæbnetro mest været udbredt som en del af folketroen blandt almuen i middelalderen og i begyndelsen af nyere tid. Flere kendte moderne danskere som kronprins Frederik og Caroline Wozniacki har dog bekendt sig til skæbnetro.

### Buddhisme
I buddhisme er skæbnen knyttet til begrebet karma. Her er livet ikke styret af ydre magter, og mennesket kan ændre sin skæbne. I den buddhistiske lære henviser ordet karma til handlinger, der er drevet af intention (cetanā). En handling, der er gjort (med forsæt) gennem krop, tale eller sind, fører til fremtidige handlinger.  God hensigt og gode gerninger bidrager til god karma og kan dermed ændre ens fremtid til det bedre.

### Filosofi
Begrebet skæbne optræder flere steder i antikkens filosofi Et eksempel er hos Platon, der forsvarede tanken om en skæbne, som dog ikke var forudbestemt, men noget man havde indflydelse på. I dialogen Gorgias siger han, at intet menneske kan undslippe sin skæbne.
I den klassiske stoicisme var der en rationel sammenhæng i verden, som mennesket måtte bringe sig i overensstemmelse med. Hos filosoffen Marcus Aurelius bliver skæbnen i høj grad forbundet med at beherske sig selv og træffe valg i livet, der er baseret på fornuften i verden. I nutidens moderne stoicisme afvises tanken om en udefra givet skæbne, der forudbestemmer livet, men man mener, at man selv kan opnå en stor skæbne ved sin egen disciplin og selvindsigt.
Historiefilosofien hos Georg Wilhelm Friedrich Hegel og Karl Marx indeholder en særlig skæbnetanke, da historien her udvikler sig med nødvendighed. Ifølge Hegel havde historien mening og ville føre mennesket længere og længere frem mod et mål om frihed. For Marx var det uundgåeligt, at proletariatet ville tage kontrol og ende med at skabe det kommunistiske samfund. På samme måde kan den moderne fremskridtstro siges at indeholde en skæbneforestilling, da det antages, at udviklingen uundgåeligt bevæger sig mod fremskridt.

### Kristendom
Kristendommens teologi mener generelt ikke, at der er en forudbestemt skæbne, men lægger på at mennesket har en fri vilje og enten kan synde og handle ondt eller følge den rette lære og handle godt. Hos Augustin og i den evangeliske calvinisme findes dog prædestinationslæren, som er en tanke om, at gud på forhånd har udvalgt dem, der skal i himlen. I folketroen har kristendommen desuden især i middelalderen været forbundet med skæbnetro, så nogle bønder og fiskere troede, livet var forudbestemt eller styret af Guds vilje.

### Hinduisme
Inden for hinduismen hænger skæbnetanken sammen med karma-begrebet, så man selv kan påvirke sin skæbne. Hvis man har flere gode gerninger end dårlige gerninger, får man et bedre liv og bliver genfødt på et lidt højere stadie. I løbet af Indiens historie er karma-begrebet flere steder blevet forbundet med kaste-systemet. Man tror her, at man fødes ind i forskellige samfundslag alt afhængigt af den måde, man har levet i tidligere liv.

### Nordisk folkekultur
I nordisk mytologi er skæbnen bestemt af nornerne Urd, Verdande og Skuld, der spinder alle levendes livstråd og bestemmer, hvor lang den skal være.

### Græsk mytologi
I græsk mytologi er det de tre Moirer (Μοίραι Moirae "portioner" eller "dele") der personificerer skæbnen.
- Klotho (Κλωθώ) spinder livstråden.
- Lachesis (Λάχεσις) afmåler længden.
- Atropos (Ἄτροπος) skærer tråden over med sin saks.

### Naturvidenskab og determinisme
Naturvidenskab udtaler sig ikke direkte om skæbnetro, men har et andet begreb; determinisme. Determinisme er betegnelsen for den metafysiske opfattelse, at hele verden (universet), inklusive én selv og alle ens handlinger, er forudbestemte til at ske på en bestemt måde. Dette er dog betinget af forskellige faktorer såsom biologisk arv og miljø samt andre karakteristika for objekter.  Selv om determinisme ofte anskues som modsætningen til fri vilje, har nogle filosoffer argumenteret for, at disse begreber er kompatible (forenelige).
Teorien hæftes i dag ofte sammen med argumentationen for, at denne determination er fysisk. Det er således fysiske love, der bestemmer hver enkelt detalje. Det skal bemærkes, at det ifølge fysikkens kvantemekanik er det uafklaret, om universet er deterministisk. Videnskaben har f.eks. ikke en omhyggelig definition af kvantemekanisk måling, og dette problem ligger til grund for kvantemekanikfortolkninger - og der er i dag (2015) ikke konsensus om kvantemekanisk måling.
Herudover bygger videnskaben og matematikken på grundantagelser (aksiomer), der antages at være sande, og som ligger til grund for et større system af sætninger. Ydermere gælder der indenfor naturvidenskaben, at der kun kan føres dokumentation for, at en videnskabelig hypotese eller teori ikke er korrekt. Det betyder at det pt. (år 2021) ikke kan bevises eller modbevises om universet er deterministisk. At se determinismen i en fysisk kontekst (naturdeterminisme) er dog mest en tendens i nyere tid.

## Skæbnefortællinger
Skæbnefortællinger har været et stærkt element i kulturen fra gammel tid. Herunder listes film og forfatterskaber der er stærkt påvirket af skæbne som emne eller tema.

### Film
- Star Wars
- The Matrix
- Match Point
- Memento
- Mit Afrika

### Serier
- Lost

### Forfatterskaber
- Karen Blixen
- Fjodor Dostojevskij
- William Shakespeare